# Auchmeromyia senegalensis
Auchmeromyia senegalensis (лат.) — вид насекомых  из семейства каллифорид. Обитает в Африке южнее Сахары.
Развитие яиц происходит в теле самки, которая откладывают на почву или пол хижин личинок. Личинки Auchmeromyia senegalensis (Macquart, 1851) имеют размер до 18 мм длиной и являются кровососами диких свиней, бородавочников, муравьедов, гиен, а иногда и спящих людей (sanguinivorous myiasis). Нападение на людей часто распространены в племенах Африки, которые спят на полу. Развития личинки продолжается от 2 до 12 недель, за это время личинки проходят три стадии. Укус личинки продолжается 20 минут, вызывая раздражение и отёк. После насыщения они уползают, оставляя макулопапулезное поражение кожи. Нападения повторяются несколько раз. Трансмиссивные болезни личинки Auchmeromyia senegalensis не передают.